# Casa-studio di Galileo Chini
Il Casa-studio di Galileo Chini è un edificio storico di Firenze, situato in via del Ghirlandaio 52-54-56.

## Storia
Galileo Chini e Ugo Giusti si conobbero sui banchi della Scuola Professionale di Arti Decorative Industriali, e collaborarono poi in numerose realizzazioni: Giusti disegnava gli edifici e Chini ne curava l'intera decorazione. Nel 1909 progettarono insieme una casa-studio del nuovo quartiere della Piagentina, destinato ad abitazione e show-room del Chini, che rappresentò un primo esempio della cooperazione che lì portò, pochi anni dopo alla fama, negli edifici termali di Montecatini e di Salsomaggiore. Il tutto fu completato nel 1914. 

## Descrizione
La lunga facciata mostra una rielaborazione del villino borghese con il tema della casa d'artista, dove le diverse discipline sono coniugate a dimostrare la capacità dell'abitante. In particolare l'ingresso dell'atelier, al 52, mostra il connubio tra architettura, scultura (con i rilievi di Umberto Pinzauti) e pittura, col grande pannello affrescato dal Chini, oggi quasi perduto. Lo studio, oggi occupato dalla scuola ITAS "Ginori Conti", all'interno ha solo delle decorazioni geometriche nell'androne, mentre la "casa" (al 56), oggi occupata dalla sede dell'OAMI e da alcune abitazioni private, conserva maggiori decorazioni all'interno, con l'atrio decorato da tre affreschi del Chini (Medusa, Uccisione dell'arpia e Fantasia di uccelli), motivi geometrici, mattonelle ceramiche e, ai piani superiori, una vetrata a motivi geometrici disegnata dal Chini e realizzata da Vincenzo Ceccanti.